# 长节珠属
长节珠属（学名：Parameria）是夹竹桃科下的一个属，为常绿、攀援状灌木植物。该属共有6种，分布于亚洲热带地区。